# Dolichopus fusciformis
Dolichopus fusciformis är en tvåvingeart som beskrevs av Becker 1917. Dolichopus fusciformis ingår i släktet Dolichopus och familjen styltflugor. Inga underarter finns listade i Catalogue of Life.